# إدوين هيرمانز
إدوين هيرمانز (بالهولندية: Edwin Hermans)‏ هو لاعب كرة قدم هولندي، ولد في 23 مايو 1974 في Goirle ‏ في هولندا. لعب مع إف سي آيندهوفن ونادي فولندام.

## وصلات خارجية
- إدوين هيرمانز على موقع قاعدة بيانات كرة القدم.إي يو (الإنجليزية)